# Phillip Burton
Phillip Burton (ur. 1 czerwca 1926 w Cincinnati, zm. 10 kwietnia 1983 w San Francisco) – amerykański polityk, członek Partii Demokratycznej.

## Działalność polityczna
Od 1957 zasiadał w Zgromadzeniu Stanowym Kalifornii. Następnie od 18 lutego 1964 do 3 stycznia 1975 przez sześć kadencji był przedstawicielem 5. okręgu, a od 3 stycznia 1975 do 3 stycznia 1983 przez cztery kadencje był przedstawicielem 6. okręgu, a od 3 stycznia 1983 do śmierci 10 kwietnia 1983 przez trzy miesiące ponownie przedstawicielem 5. okręgu wyborczego w stanie Kalifornia w Izbie Reprezentantów Stanów Zjednoczonych.
Jego młodszym bratem był John L. Burton, a żoną Sala Burton.